# シーテック (電設)
株式会社シーテック（英: C-TECH CORPORATION.）は、愛知県名古屋市に本社がある中部電力グループの電気設備工事、電力関連工事、土木工事、電気通信事業などを行う総合設備企業である。
なお、同じ商号であったテクノプロ・ホールディングスのシーテックとは資本、人的ともに無関係である。

## 会社概要

### 本店
- 本社 - 愛知県名古屋市瑞穂区洲雲町4-45
- シーテック東ビル - 名古屋市昭和区大和町1-6
- 大江分室 - 名古屋市港区大江町3-2
- 遠若分室 - 名古屋市港区遠若町3-7-1

### 支社・事業所
- 静岡支社 - 静岡県静岡市葵区山崎2-27-19
- 三重支社 - 三重県津市大倉12-19
- 岐阜支社 - 岐阜県岐阜市敷島町7-49
- 長野支社 - 長野県長野市吉田1-8-15
- 岡崎支社 - 愛知県岡崎市井田町字4-187
- 関東支社 - 埼玉県さいたま市大宮区大成町3-495鳥浅ビル2F
- 浜岡支社 - 静岡県御前崎市佐倉5561

## 沿革
- 1962年（昭和37年）3月 - 中電興業工事株式会社を設立。
- 1963年（昭和38年）2月 - 中電工事株式会社に社名変更。
- 1988年（昭和63年）10月 - 「中部コミュニティネットワーク」（通称：CCNet）の愛称で有線テレビ放送開始（愛知県春日井市エリア）。
- 1989年（平成元年）11月 -  名古屋栄四丁目で熱供給事業開始。
- 1991年（平成3年）9月 -  建設用仮設鋼材のリース開始。
- 1993年（平成5年）4月1日 - 運営しているケーブルテレビ局、中部コミュニティネットワーク（CCNet）春日井局が春日井テレビ放送株式会社（現・CCNet株式会社）に接続、サービスエリアを春日井テレビに統合する。
- 1999年（平成11年）4月 - 株式会社シーテックに社名変更。
- （開局時期不明） - ケーブルテレビ局、CCNet日進・東郷・豊明局が開局（サービスエリア：愛知県日進市、豊明市、愛知郡東郷町）。
- 2001年（平成13年）
  - 3月 - ISO 9001認証を取得。同年12月ISO 14001認証を取得。
  - 4月 - エネルギーサポートセンター・ITサポートセンター開設。
  - 12月1日 - ケーブルテレビ部門（CCNet事業部）が、春日井小牧コミュニケーションテレビ及び東名ケーブルテレビと事業統合。
    - 春日井小牧コミュニケーションテレビは中部ケーブルネットワーク株式会社に社名変更し、東名ケーブルテレビ及びシーテック・CCNet事業部の保有していたケーブルテレビ網を引き継ぐ。
    - 東名ケーブルテレビは解散し、シーテック・CCNet事業部は業務提携の形で引き続き存続する。
- 2002年（平成14年）4月 -  中部メディアセンター開設。
- 2003年（平成15年）
  - 7月 -  高圧受変電設備リース開始。
  - ケーブルテレビ局、CCNet北勢局が開局（サービスエリア：三重県三重郡川越町、三重郡朝日町、桑名郡多度町（現・桑名市））。
- 2004年（平成16年）
  - 2月 -  ホームセキュリティサービス開始。
  - 12月 -   特高受変電設備リース開始。
- 2005年（平成17年）
  - 4月1日 - ケーブルテレビ局、CCNet豊川局が開局（サービスエリア：愛知県豊川市、宝飯郡小坂井町・宝飯郡一宮町・宝飯郡音羽町（いずれも現・豊川市））。
  - 11月 - ISMS認証を取得（本店シーテックビル他3事業場）。
- 2006年（平成18年）
  - 2月20日 -  風力発電所「ウインドパーク美里」営業運転開始[1]。
  - 10月1日 - ケーブルテレビ局、CCNet養老局が開局（サービスエリア：岐阜県養老郡養老町）[2]。
- 2007年（平成19年）
  - 1月19日 - 風力発電事業会社である株式会社青山高原ウインドファームの株式（1,060株）を取得。既に保有している440株と合わせ 1,500株・48.8%の筆頭株主となる[3]。
  - 10月 - 株式会社トーエネックより変電・送電・工務地中線に関する事業を譲受。また、シーテックの配電地中線に関する事業を株式会社トーエネックに事業譲渡。
- 2008年（平成20年）
  - 4月1日 - ケーブルテレビ局、CCNet本巣局が開局（サービスエリア：岐阜県本巣市）[4]。
  - 7月1日 - CCNet事業部を、同じ中部電力グループの中部ケーブルネットワークに事業譲渡。所有していたケーブルテレビ局はすべて、同社の管轄となる[5]。
- 2010年（平成22年）
  - 2月22日 -  風力発電所「ウインドパーク笠取」（第1期）営業運転開始[6]。
  - 12月15日 -  風力発電所「ウインドパーク笠取」（第2期）営業運転開始[7]。
- 2012年（平成24年）7月 - 津市より風力発電所を取得し「ウインドパーク久居榊原」とする。
- 2013年（平成25年）3月 - 太陽光発電所「ソーラーファームとよはし」営業運転開始。
  - 7月 - 太陽光発電所「浜松・浜名湖太陽光発電所」営業運転開始。
  - 10月 - 太陽光発電所「ソーラーパークひちそう」営業運転開始。
- 2014年（平成26年）1月 - 太陽光発電所「ソーラーパークしまだ」営業運転開始。
  - 2月 - 太陽光発電所「ソーラーパークかいづ」、「ソーラーパークすずか」営業運転開始。
  - 10月 - 太陽光発電所「ソーラーパークおとわ」、「ソーラーパークしおみ」営業運転開始。
- 2015年（平成27年）10月 - 太陽光発電所「ソーラーパーク新舞子」営業運転開始

## 風力発電事業
|                     | ウインドパーク美里                                  | ウインドパーク笠取 | ウインドパーク久居榊原                   |
| ------------------- | --------------------------------------------------- | --- | ---------------------------------------- |
| 事業地              | 三重県津市美里町地内                                | 三重県津市美里町および 伊賀市上阿波地内                                                                                     | 三重県津市榊原町地内                     |
| 発電規模            | 最大出力：16,000kW                                  | 最大出力：38,000kW | 最大出力：3,000kW                        |
| 年間予想 発電電力量 | 約40,000MWh                                         | 約94,000MWh （約49,000MWh(第1期)+約45,000MWh(第2期)）                                                                       |                                          |
| 風力発電機          | ガメサ・エオリカ（スペイン）製 2,000kW／基×8基      | 日本製鋼所製 2,000kW／基×19基                                                                                               | ラガウェイ社（オランダ）製 750kW／基×4基 |
| 送電線              | 77kV特別高圧架空線：約3.3km 22kV地中送電線：約5.5km | 77kV特別高圧架空線：約1.2km 22kV地中送電線：約13.0km                                                                        | 22kV地中送電線：約1.0km                  |
| 運転開始            | 2006年（平成18年）2月20日                           | 第1期：2010年（平成22年）2月22日 20,000kW（2,000kW／基×10基） 第2期：2010年（平成22年）12月15日 18,000kW（2,000kW／基×9基） | 1999年（平成11年）2月 （2012年7月取得）  |

## 太陽光発電事業
| 発電所名                 | 総出力  | 所在地             | 運転開始日/現状 | 出典 |
| ------------------------ | ------- | ------------------ | --------------- | ---- |
| ソーラーファームとよはし | 1,000kW | 愛知県豊橋市       | 2013年3月       |      |
| 浜松・浜名湖太陽光発電所 | 1,990kW | 静岡県浜松市中央区 | 2013年7月       |      |
| ソーラーパークひちそう   | 1,000kW | 岐阜県七宗町       | 2013年10月      |      |
| ソーラーパークしまだ     | 1,500kW | 静岡県島田市       | 2014年1月       |      |
| ソーラーパークかいづ     | 1,990kW | 岐阜県海津市       | 2014年2月       |      |
| ソーラーパークすずか     | 1,500kW | 三重県鈴鹿市       | 2014年2月       |      |
| ソーラーパークおとわ     | 1,000kW | 愛知県豊川市       | 2014年10月      |      |
| ソーラーパークしおみ     | 1,250kW | 愛知県名古屋市港区 | 2014年10月      |      |
| ソーラーパーク新舞子     | 9,020kW | 愛知県知多市       | 2015年10月      |      |

## その他事業
- 映像広告配信システム「C*Vision」
  - プラズマディスプレイを利用して、テレビCMやニュース、防災情報を流す。名古屋市交通局の新交通広告表示システムに基づいている。
  - 桜山駅改札口にて2006年（平成18年）12月より実験を行っている。